# (789) Lena
(789) Lena – planetoida z pasa głównego asteroid okrążająca Słońce w ciągu 4 lat i 148 dni w średniej odległości 2,69 au. Została odkryta 24 czerwca 1914 roku w Obserwatorium Simejiz na górze Koszka na Półwyspie Krymskim przez Grigorija Nieujmina. Nazwa pochodzi od Eleny Petrownej Nieujminy, matki odkrywcy. Przed nadaniem nazwy planetoida nosiła oznaczenie tymczasowe (789) 1914 UU.